# Tuffi ai XX Giochi del Commonwealth - Trampolino 1 metro maschile
Il concorso dei tuffi dal trampolino 1 metro maschile dei Giochi del Commonwealth di Glasgow 2014 si è svolto il 30 luglio 2014.

## Risultati
In verde sono indicati i finalisti
| Class | Atleta                   | Preliminare | Preliminare | Finale | Finale |
| Class | Atleta                   | Punti       | Class       | Punti  | Class  |
| ----- | ------------------------ | ----------- | ----------- | ------ | ------ |
|       | Jack Laugher             | 435.30      | 1           | 449.90 | 1      |
|       | Matthew Mitcham          | 383.65      | 2           | 404.85 | 2      |
|       | Grant Nel                | 352.60      | 5           | 403.40 | 3      |
| 4     | Chris Mears              | 383.40      | 3           | 396.20 | 4      |
| 5     | Yona Knight-Wisdom       | 333.10      | 8           | 391.20 | 5      |
| 6     | Ooi Tze Liang            | 333.80      | 7           | 387.80 | 6      |
| 7     | Liam Stone               | 343.35      | 6           | 382.10 | 7      |
| 8     | Riley McCormick          | 326.20      | 9           | 374.10 | 8      |
| 9     | James Heatly             | 317.65      | 10          | 345.60 | 9      |
| 10    | Freddie Woodward         | 365.45      | 4           | 340.05 | 10     |
| 11    | Cody Yano                | 312.00      | 12          | 327.90 | 11     |
| 12    | François Imbeau-Dulac    | 313.20      | 11          | 326.70 | 12     |
| 13    | Ramananda Kongbrailatpam | 294.95      | 13          |        |        |
| 14    | Ahmad Amsyar Azman       | 294.45      | 14          |        |        |